# Anders Graneheim
Anders Graneheim (født 3. maj 1962 i ved Timrå, Västernorrlands län i Sverige) er en svensk bodybuilder.

## Links
- Anders Graneheim